# Schlessingers sats
Inom matematiken är Schlessingers sats ett resultat introducerat av Schlessinger (1968) som ger krav för en funktor av artinska lokala ringar för att vara prorepsetentabel. Den är en starkare version av ett tidigare resultat av Alexander Grothendieck.

## Definitioner
Λ är en fullständig noethersk lokal ring med restkropp k och C är kategori av lokala artinska Λ-algebror (vilket speciellt betyder att de är som moduler över Λ ändligtgenererade och artinska) med restkropp k.
En liten utvidgning i C är en morfism Y→Z i C som är surjektiv och vars nollrum är ett endimensionellt vektorrum över k.
En funktor säges vara representabel om den är av formen hX där hX(Y)=hom(X,Y) för något X, och säges vara prorepresentabel om den är av formen Y→lim hom(Xi,Y) för ett filtrerat direkt gränsvärde över i i någon filtrerad ordnad mängd.
En morfism av funktorer F→G från C till mängder säges vara slät om alltid då Y→Z är en epimorfism av C är avbildningen från F(Y) till F(Z)×G(Z)G(Y) surjektiv. Om dessutom avbildningen mellan tangentrummen av F och G är en isomorfism säges F vara ett hölje av G.

## Satsen
Schlessingers sats säger att en funktor från C till mängder med F(k) en 1-element-mängd är representabel med en fullständlig noethersk lokal algebra om den har följande egenskaper, och har ett hölje om den har de tre första egenskaperna:
- H1: Avbildningen F(Y×XZ)→F(Y)×F(X)F(Z) är surjektiv om Z→X är en liten utvidgning i C och Y→X är någon morfism i C.
- H2: Avbildningen i H1 är en bijektion om Z→X är den lilla utvidgningen k[x]/(x2)→k.
- H3: Tangentrummet av F är ett ändligdimensionellt vektorrum över k.
- H4: Avbildningen i H1 är en bijektion om Y=Z är en liten utvidgning av X och avbildningarna från Y och Z till X är identiska.